# 奥本 (肯塔基州)
奥本（英語：Auburn），是美国肯塔基州的一座城市。建立于1862年，面积约为4.1平方公里（1.6平方英里）。根据2010年美国人口普查，该市的人口为1,340人。